# Колодиевка (Тернопольская область)
Колодиевка (укр. Колодіївка) — село в Скалатской городской общине Тернопольского района Тернопольской области Украины.
До 2020 года входило в Подволочисский район.
Население по переписи 2001 года составляло 1110 человек. Почтовый индекс — 47844. Телефонный код — 3543.